# 新村 (韓國)
新村（：／ Sinchon */?）是韓國首爾市西大門區的一個地區。因為有著延世大學、梨花女子大學、西江大學和弘益大學等眾多大學，在這個區域形成著名大學街，周著有眾多的餐廳、酒吧，歌廳、錄像廳、網吧等娛樂場所，是年輕人經常聚集的場所。 